# Catedral de Santa María (Punalur)
La Catedral de Santa María o simplemente Catedral de Punalur Es la primera iglesia católica en la historia centenaria de la ciudad industrial de Punalur, a orillas del río Kallada al sur del país asiático de la India. Los católicos y otros fieles cristianos que trabajaban en los molinos de papel Punalur, el Ferrocarril y en el negocio del Caucho junto con los agricultores fueron la comunidad primitiva de la iglesia. Escuelas, orfanatos, centros misioneros y otras instituciones empezaron a construirse gradualmente para satisfacer las crecientes demandas de la comunidad.
Los misioneros cristianos sirviendo entre la gente hicieron los cobertizos en hillock cerca del mercado y del río de Kallada. Uno de los cobertizos de paja fue utilizado como Iglesia durante 1866 y se convirtió en la primera Iglesia de Punalur establecida por los misioneros carmelitas belgas. La Iglesia recibió el nombre de «Madre del Buen Consejo» (Santa María) y las liturgias de la Iglesia se daban en latín. La iglesia de Santa María fue reconstruida con estructura de granito durante 1933 y remodelada con estructura de hormigón durante 1997.
La diócesis de Punalur fue separada de la diócesis de Quilon (Kollam) y creada en una unidad separada por la bula "Verba Cristo" del papa Juan Pablo II, publicada el 21 de diciembre de 1985.

## Véase también

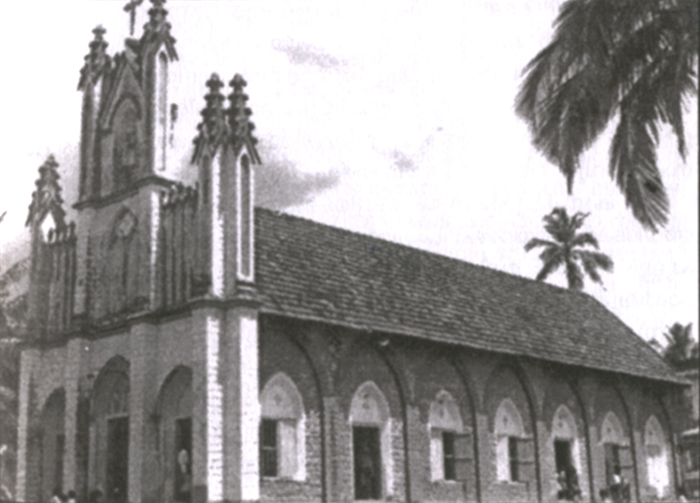
Vista de la antigua Iglesia de Santa María